# Estadio Qualcomm (Tranvía de San Diego)
Estadio Qualcomm es una estación del Trolley de San Diego localizada en Mission Valley East, barrio de San Diego, California funciona con la línea Verde y el Servicio de Eventos Especiales. La estación de la que procede a esta estación es Fenton Parkway y la estación siguiente es Mission San Diego.

## Zona
La estación se encuentra localizada en Qualcomm Way en el Estadio Qualcomm.

## Conexiones
La estación no cuenta con conexiones directas de rutas. 